# Giải bóng đá vô địch quốc gia Guam 2001
Thống kê của Giải bóng đá vô địch quốc gia Guam mùa giải 2001.

## Tổng quan
Staywell Zoom giành chức vô địch.